# Клисурский Кирилло-Мефодиевский монастырь
Клису́рский монасты́рь святы́х Кири́лла и Мефо́дия (Клисурский Кирилло-Мефодиевский монастырь, болг. Клисурският манастир «Св. св. Кирил и Методий») — действующий женский монастырь Видинской епархии Болгарской православной церкви. Расположен в северо-западной Болгарии, близ села Бырзия, в общине Выршец Монтанской области. Имеет статус отдельного поселения с собственным адресом. Престольный праздник — 11 мая. Четвёртый по величине монастырь в Болгарии.

## История
Основан в 1240 году в царствование Ивана Асена II. Монастырь много раз был сожжён, разрушен и заново отстраивался.
Во времена болгарского национального возрождения монастырь был восстановлен Александром Дамяновым (иеромонахом Анфимом) из Берковицы. В 1869 году он построил магерницу (монастырскую кухню), а затем обустроил источник у часовни святого Николая. С 1887 до 1890-х годов была возведена церковь святых равноапостольных Кирилла и Мефодия. Архимандрит Анфим — ктитор и игумен монастыря умер в 1922 году. Другим видным ктитором монастыря того периода был Илия Стоянов.
Церковь и монастырь реставрировались в 1936—1937 годы, и таком вид сохранились до сегодняшнего дня. Реставрацию осуществили самоковские мастера, которые изготовили и иконостас. Фрески были написаны Георгием Желязковым и Георгием Богдановым.
С мая 2007 года в монастыре поселились 6 болгарских монахинь из Вардарской Македонии.